# Клаудија Октавија
Клаудија Октавија (у класичном латинском језику: CLAVDIA•OCTAVIA), је била римска царица, супруга цара Нерона. Клаудија је била рођака цара Тиберија и Калигуле, ћерка цара Клаудија и рођака и прва жена цара Нерона.

## Биографија

### Породица
Клаудијин отац је био римски цар Клаудије, а мајка Валерија Месалина. Клаудија Октавија била је једино ћерка Клаудија из његовог брака са Месалином. Име је добила по Октавији Млађој, сестри цара Августа. Клаудија је имала полусестру, Клаудију Антонију, Клаудијеву ћерку из другог брака са Елијом Петином. Клаудијин брат био је Британик, једини син Клаудија и Месалине.

### Брак са Нероном
Клаудија је рођена у Риму. Њен отац, Клаудије, ју је као дете верио за Луција Јунија Силана Торквата, који је био Августов потомак и конзул 19. године.
Године 48. њена мајка Месалина је погубљена, а Клаудије се оженио Агрипином, својом братаницом. Агрипина је настојала да свога сина Нерона доведе на власт те је натерала Клаудија да раскине веридбу између Клаудије и Торквата и уда је за Нерона.

### Римска царица
Клаудије је умро 13. октобра 54., услед тровања или природном смрћу и Клаудијин муж, Нерон, постао је нови цар. Ускоро је избио сукоб између Нерона и његове мајке Агрипине. Нерон је 55. отровао Британика Клаудијиног брата, а 59. наредио је и убиство Агрипине.
Клаудија је била популарна међу народом али Нерон ју је мрзео и сматрао досадном. Према Тациту, Клаудија је била аристократског и честитог држања, насупрот разузданом и пороцима склоном Нерону.
Светоније бележи да је Нерон више пута покушао да задави Клаудију. Варао ју је са другим женама.
Када је једна од његових љубавница, Попеја Сабина, затруднела, Нерон се развео од Клаудије тврдећи да је јалова и оженио се Попејом само дванаест дана касније.

### Прогонство и смрт
Нерон и Попеја прогнали су Клаудију на острво Пандатерија, под лажном оптужбом за прељубу са Нероновим бившим тутором Аницетом. Када се Клаудија пожалила због свог положаја, њене служавке су мучене до смрти.
Клаудијино прогонство изазвало је велико незадовољство народа. Грађани Рима су изашли и протестовали, носећи цвећем украшене Клаудијине статуе улицама града, захтевајући њен повратак. Уплашен, Нерон је чак разматрао да се поново ожени Клаудијом али је напослетку наредио њено погубљење.
Октавији су отворене вене, али, према античким изворима, није пуштала крв јер је била згрожена. Глава Клаудије послата је Попеји. Према Светонију, Нерон је до краја живота имао ноћне море због тога.